# Hrabstwo Fort Bend

Piramida wieku hrabstwa

Hrabstwo Fort Bend – hrabstwo położone w USA w stanie Teksas. Utworzone w 1837 r. Siedzibą hrabstwa jest miasto Richmond.
Znajduje się tutaj park stanowy Brazos Bend, nazywany „rajem dla miłośników przyrody” (254 tys. gości w 2023).

## Miasta
- Arcola
- Beasley
- Fulshear
- Kendleton
- Meadows Place
- Needville
- Orchard
- Richmond
- Rosenberg
- Simonton
- Sugar Land
- Stafford
- Thompsons
- Weston Lakes

## Wioski
- Fairchilds
- Pleak

## CDP
- Cinco Ranch
- Cumings
- Fifth Street
- Four Corners
- Fresno
- Greatwood
- Mission Bend
- New Territory
- Pecan Grove
- Sienna Plantation